# Fre de carro

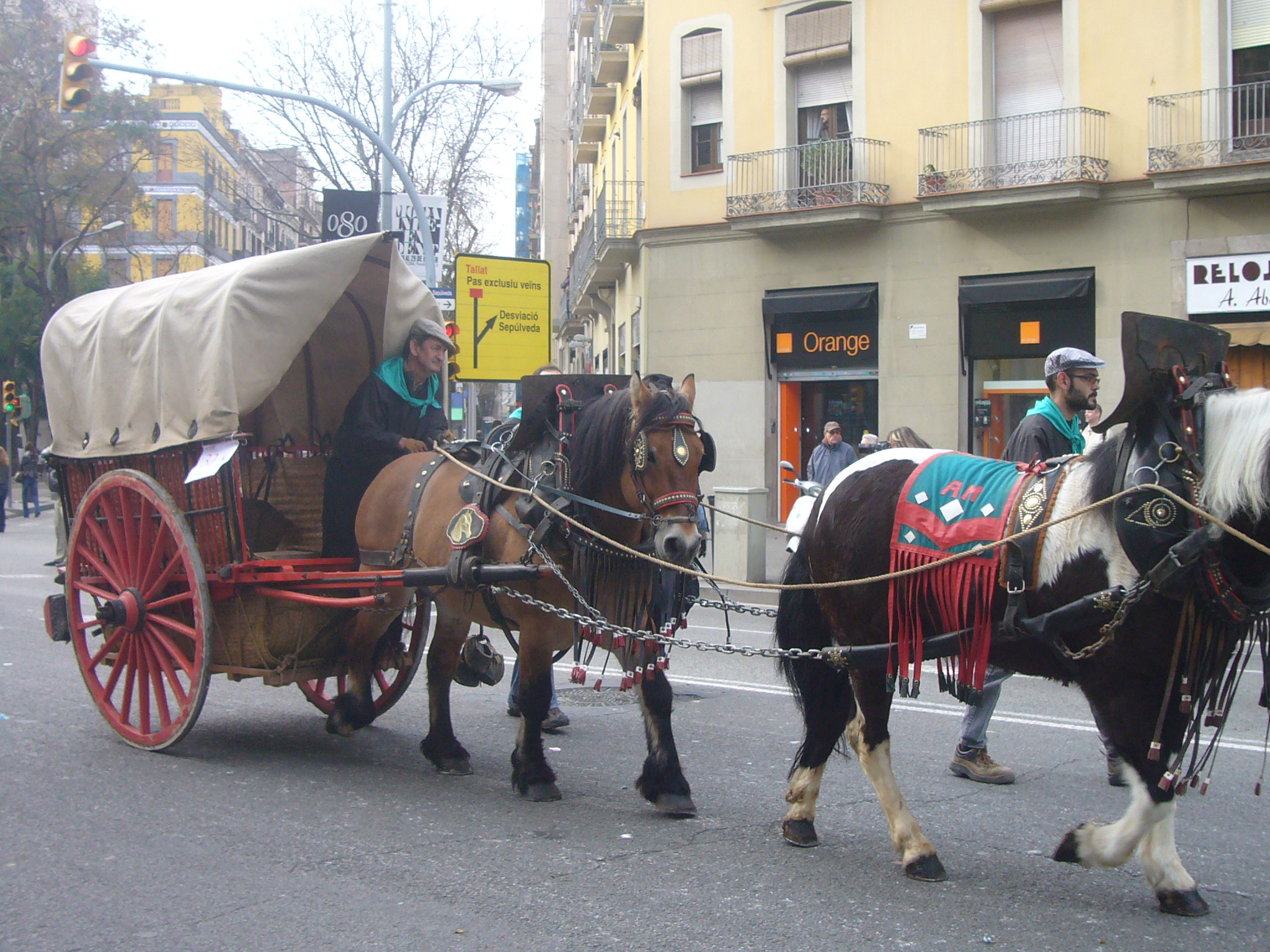
Fre de traginer

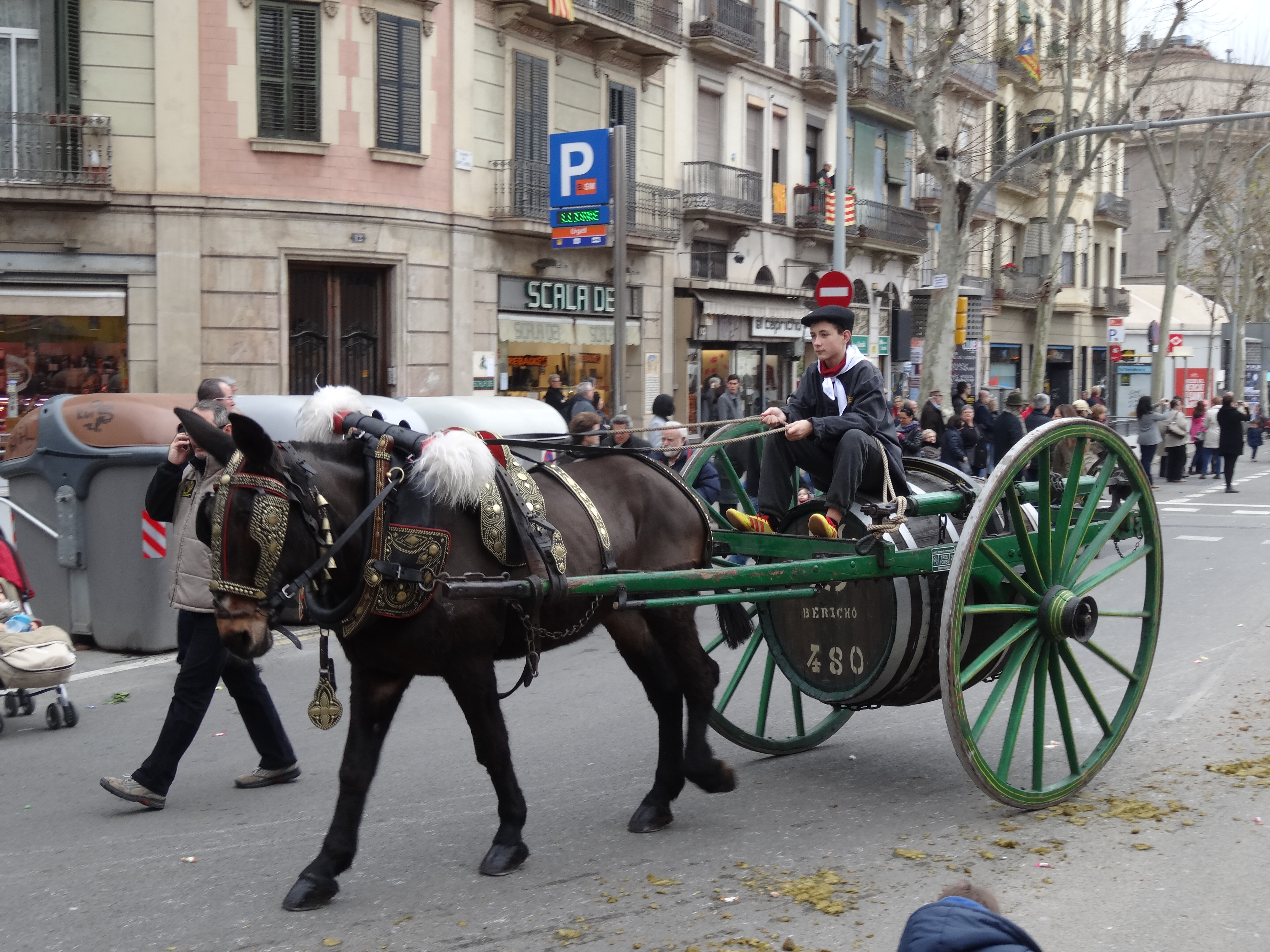
Carro sense fre

El fre de carro, és un sistema, més o menys senzill, que fricciona les rodes d'un carro per a reduir la seva velocitat. Normalment no permetia detenir la marxa del carro, però s'utilitzava com a reductor de velocitat en les baixades. El fre de carro es podia fer funcionar mitjançant una corda, una palanca o un vis sens fi accionats amb la mà, utilitzant algun tipus de palanca que generava una fricció contra la superfície externa de les rodes, aplicant la força tangencialment.
Cal esmentar que tot i existir aquest mecanisme per frenar el carro, disminuint la seva velocitat, una gran quantitat de carros no tenien fre, de manera que la funció de frenar, es basava essencialment en frenar l'animal.

## Història

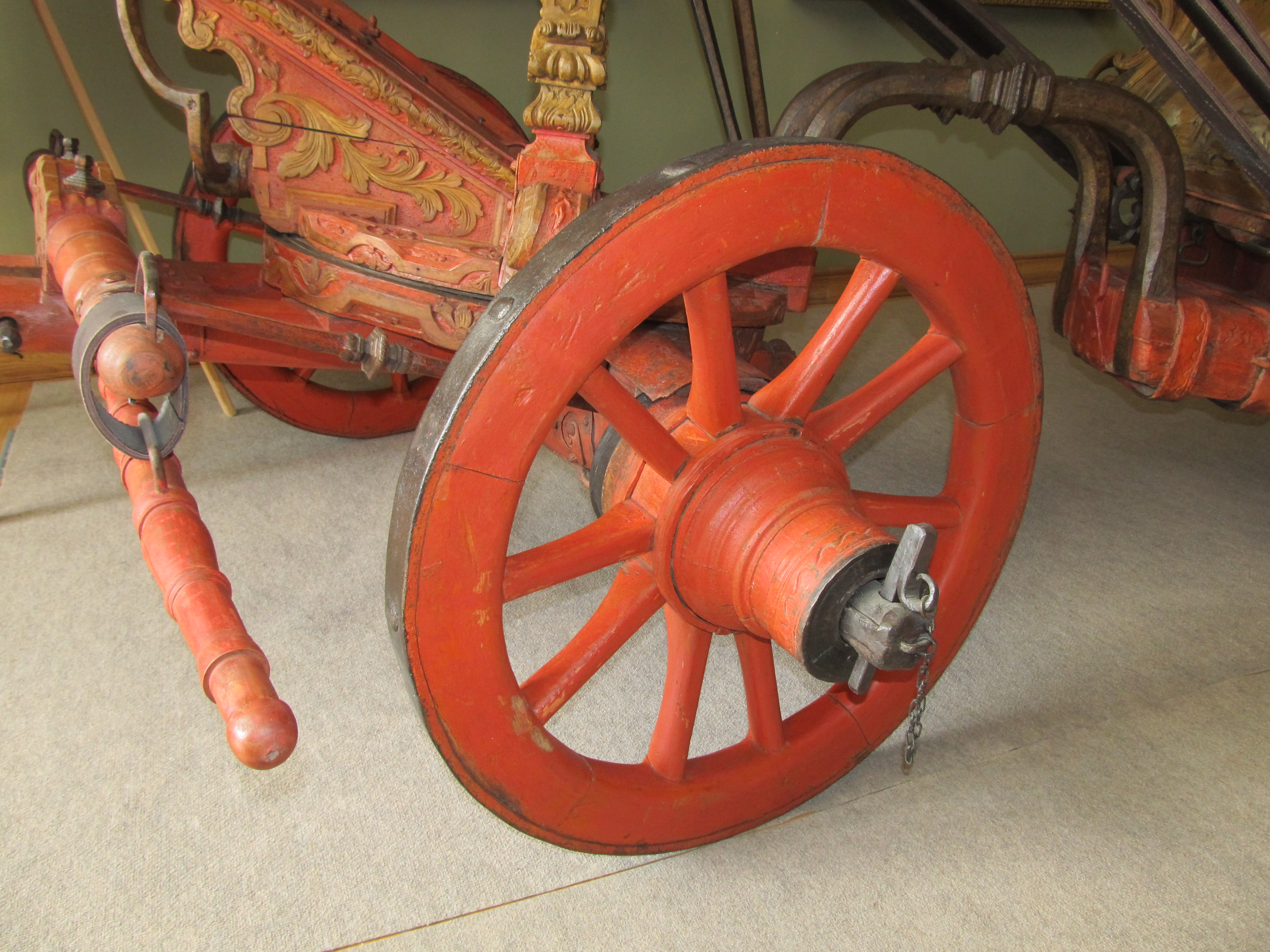
Roda de carro. El botó central rep els raigs de la roda. Vegeu l'eix que sobresurt amb la clàvia de subjecció.

Com ja s'ha comentat, normalment, la funció de frenar un carro, es basava essencialment en frenar els animals, de fet el fre de carro no estava previst per a detenir completament la marxa del carro, sinó que s'utilitzava com a reductor de velocitat en les baixades per terrenys costeruts, per aquesta finalitat es van idear diversos tipus de fre actuant sobre les rodes. L'"American Brake Shoe and Foundry Company" comenta: "Els registres originals són molt incomplets, però hi ha evidències de que ja hi havia frens en el segle I dC". La paraula llatina per a fre era 'sufflamine', que significa 'frenar amb la galga'. Això implica que "el primer fre" fou un pal o galga aplicat contra la roda.
Segons un estudi de 1888 els carros amb frens foren esmentats, indirectament, per l'emperador August i Juvenal. Altres obres donen més referències. El seu esment en la literatura especialitzada és més recent, des de la segona meitat del segle xix.

### AugustiQuint Hateri
Hateri era un orador vehement que parlava a gran velocitat. Marc Anneu Sèneca va atribuir a l'emperador August una frase de recança, inspirada en els frens dels carros, que l’instava a moderar el seu ritme oratori.
| «                                             | Haterius noster sufflaminandus est El nostre Hateri hauria de frenar | » |
| — Controversiarum Libri decem. Sèneca el Vell |                                                                      |   |

### Juvenal
En la Sàtira VIII, Juvenal sembla referir-se a un carro proveït d’alguna mena de fre. El terme “sufflamen” designaria el dispositiu de frenada esmentat.
| «                                | Praeter maiorum cineres atque ossa volucri carpento rapitur pinguis Lateranus, et ipse, ipse rotam adstringit sufflamine mulio consul. The bloated Lateranus whirls past the bones and ashes of his ancestors in a rapid car ; with his own hands this muleteer Consul locks the wheel with the drag. | » |
| — Sàtires. Sàtira VIII. Juvenal. | |   |

Algunes imatges de frens primitius poden consultar-se a la referència adjunta.
Controvèrsia
Paul H.Downing, proposa la següent evolució, controvertida, en ser aplicada als "frens de bloqueig", a la revista The Carriage Journal: Vol 1 No.3, (Desembre, 1963):
"Més tard, els romans van aprendre a utilitzar cadenes com a frens (de bloqueig). "Subjectaven un extrem de la cadena al carro i agafaven un ganxo a l'altre extrem al voltant d'un radi, de manera que la roda no pogués girar, sinó que només lliscava pel terra. Aquest mecanisme va persistir i encara s'utilitza avui en dia en carros en zones molt muntanyoses. Es van utilitzar altres arranjaments, com ara un pal fent palanca entre els radis de les rodes posteriors que, s'acoblaven contra la part inferior o posterior del vehicle i així impedien el seu moviment de manera efectiva.També es va utilitzar un pal contra la llanda. Aquest dispositiu, segons la mateixa autoritat, "era una cullera estreta en forma de mitja lluna amb un anell en un extrem. La intenció era subjectar l'anell al carro i fer lliscar la cullera per sota de la roda per evitar que girés. Això provocava menys desgast a la roda que les cadenes”. Es va utilitzar una disposició similar, però millorada, als Stage-Coaches de correu anglesos."

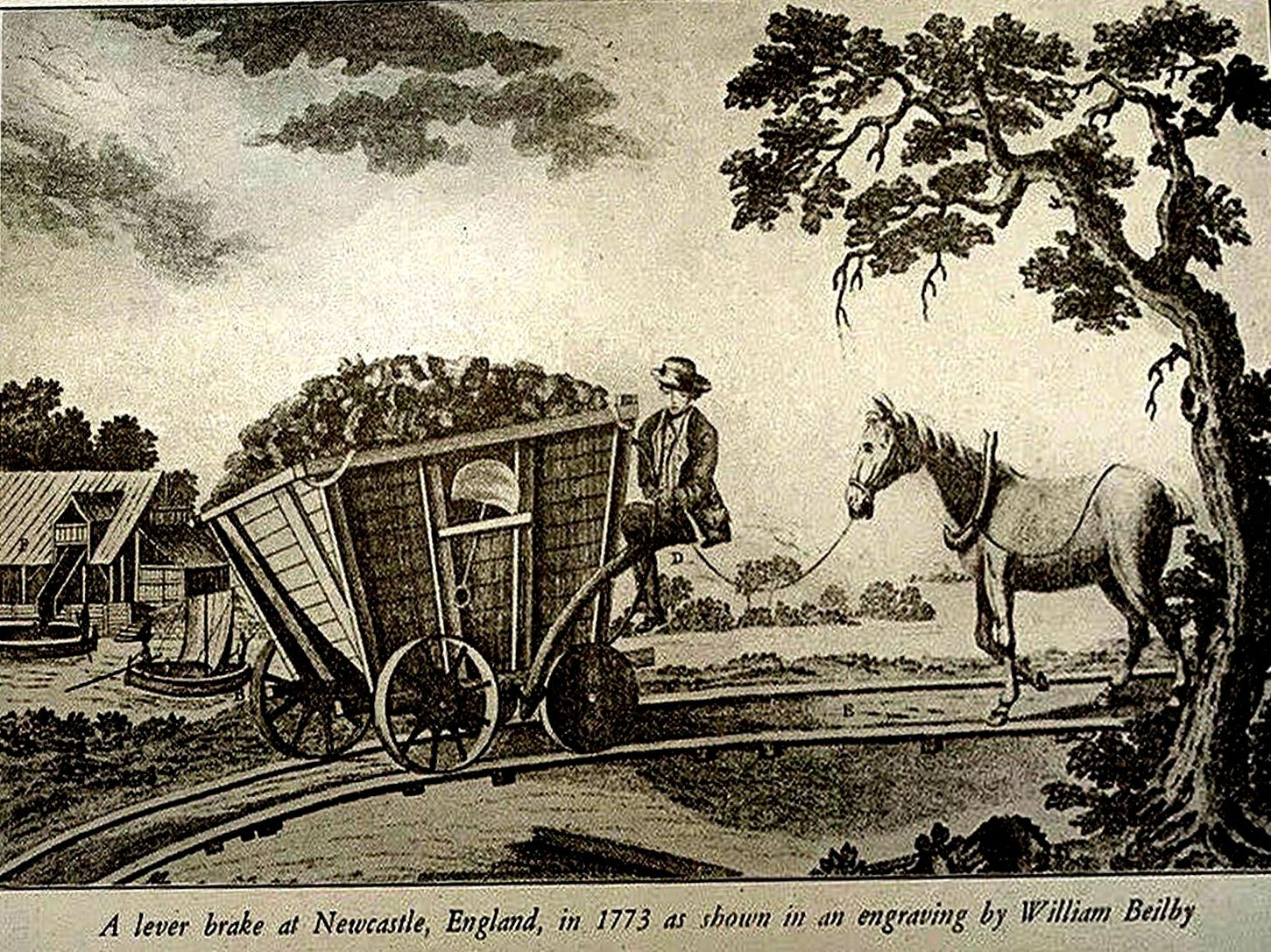
Fre de palanca

## Fre de palanca
L'any 1620, el miner Huntington Beaumont va idear a Newcastle un fre de palanca segons ens explica el llibre "The Story of the Brake Slipper". L'invent estava basat en un disseny ja utilitzat pels romans i consistia en un pal fort, amb un extrem recolzat al chassis del vagó [de carbó], actuant com una palanca de segon gènere, de manera que el conductor recolzant-se a l'altre extrem, podia pressionar la part internitja del pal contra la roda per a frenar-la. El fre de palanca s'ha millorat amb el pas del temps, però tot i que és un invent romà van ser els britànics i els nord-americans els que van fer els avenços més importants per a utilitzar-lo inicialment en carros tirats per cavalls, i després a altres vehicles. Cal tenir en compte que els frens no es van fer habituals als carruatges fins a la segona meitat del segle xix. L'any 1875, un conegut fabricant britànic de carruatges va comentar el seu ús freqüent en els carros nord-americans.

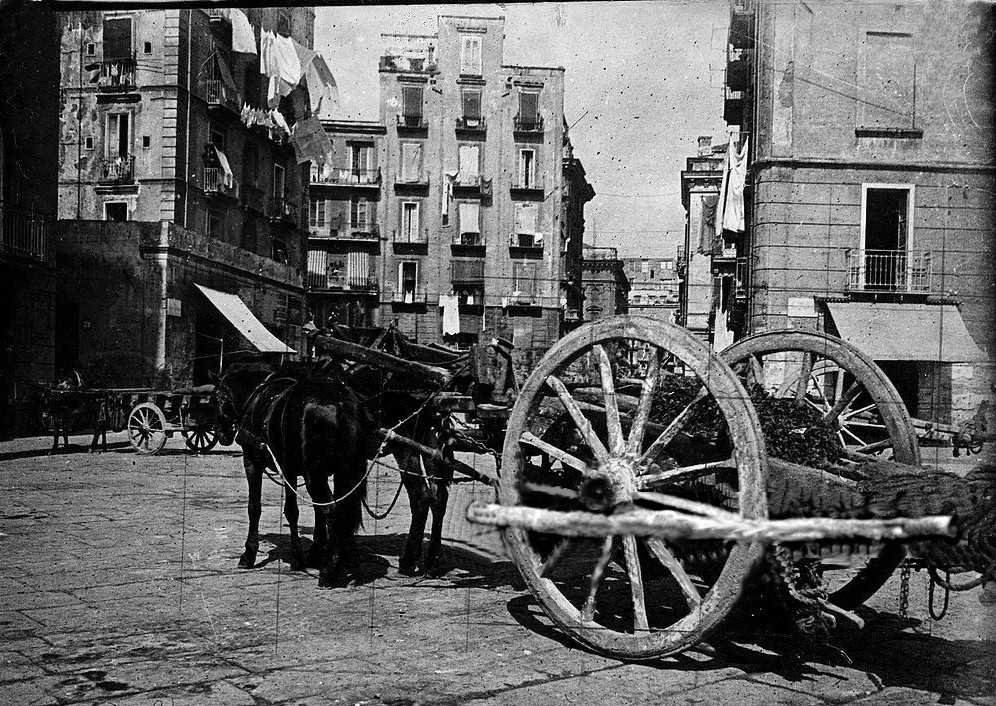
Fre de galga

## Fre de galga
El fre de galga és un dispositiu senzill, d’aspecte primitiu i d’eficàcia relativa. Es basa en la fricció d’una galga (peça de fusta allargada, de longitud de l’ordre de dues vegades el diàmetre de la roda) contra la part exterior del botó de la roda.
Per a obtenir un parell de frenada important cal que la força sobre el botó sigui molt gran (pel fet que el radi del botó és molt petit comparat amb el radi de la roda). En funció del punt d’ancoratge de la galga l'efecte de palanca pot ser molt notable.
La disposició de la galga és longitudinal i per l'exterior de la roda del carro.

## Fre de sabata

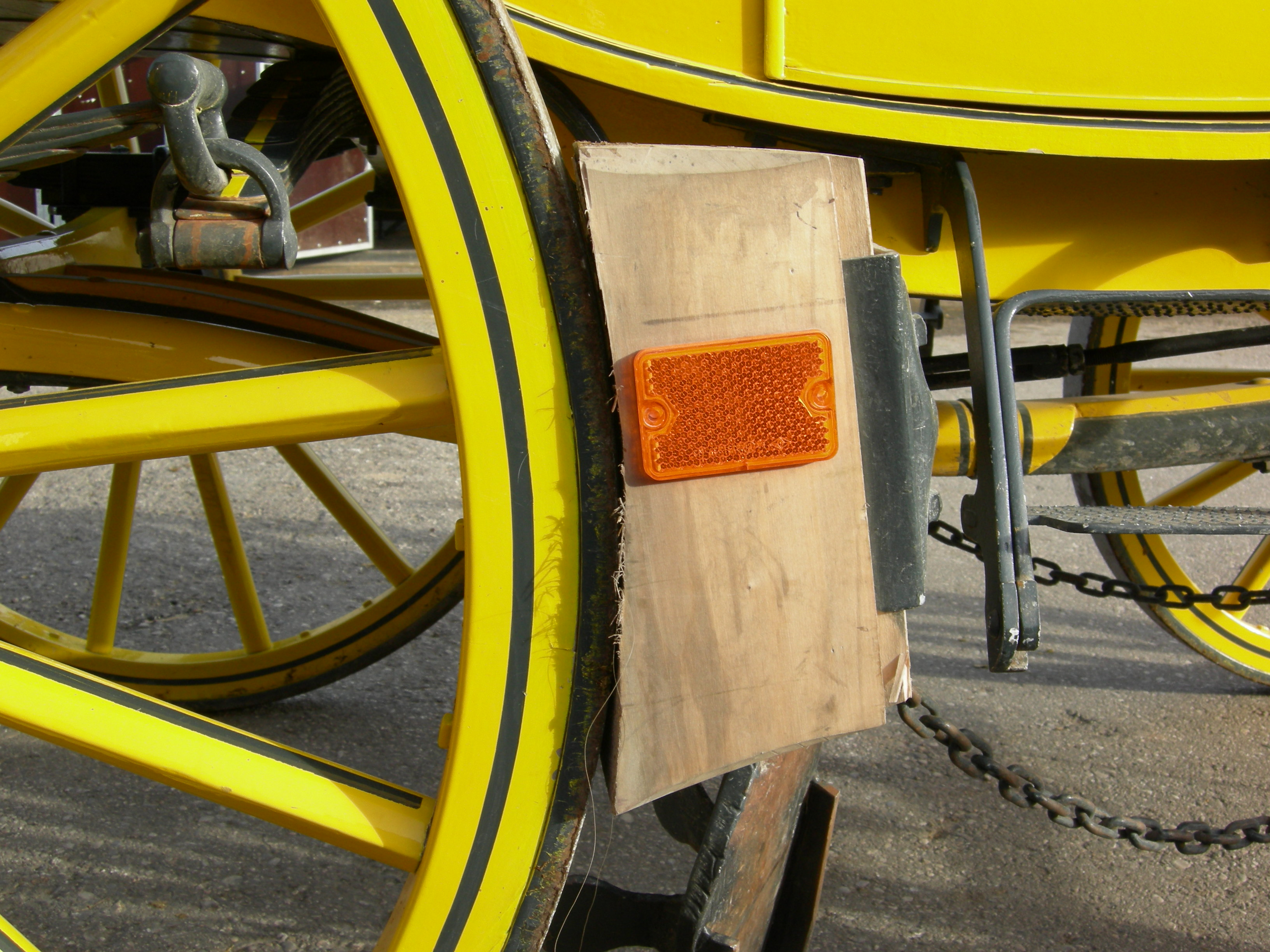
Sabata de fre nova en un carruatge de correu històric

El fre de sabata o fre de traginer té un mecanisme més complicat i d'origen netament modern, porta unas "sabates" que es pressionen tangencialment contra les rodes mitjançant un vis sens fi.
Els carros de traginer també solien portar galgues. La galga és un pal que va lligat paral·lel al carro i que frega l'eix d'una roda per frenar-lo segons es necessiti.
Les primeres sabates de fre es van instal·lar en carruatges i carros agrícoles. Tenen un bloc de fusta mogut ja sigui per una palanca o per un eix d'accionament que al fer pressió fan que el soc fregui sobre la banda de rodament de la llanda. El vis sens fi del fre sol estar situat al costat dret del carro, ja que es necessita força i habilitat per aplicar el fre amb prou rapidesa.

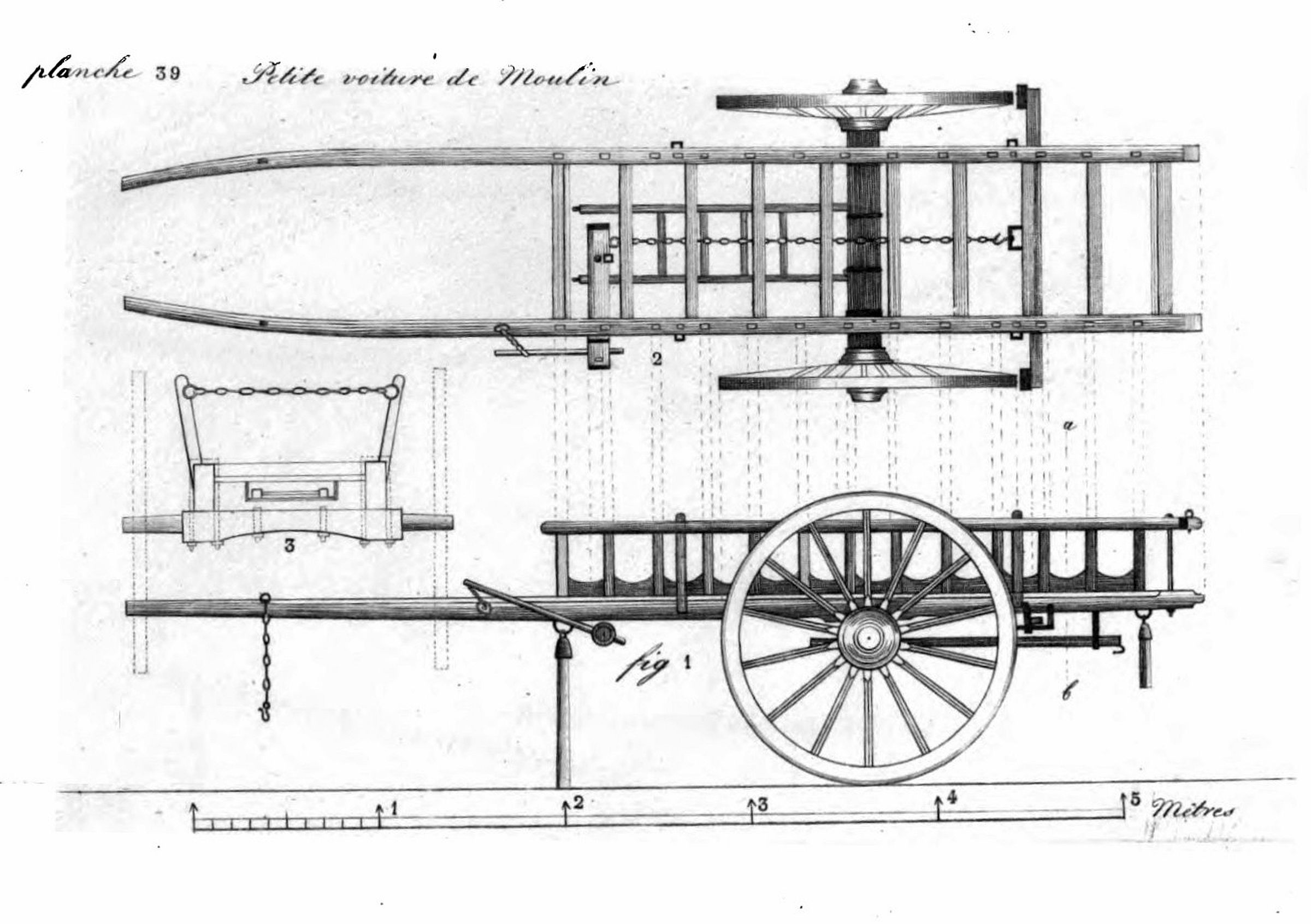
Diagrama d'un fre de sabata, actuat mitjançant una sabata

## Galeria

Alguns carros amb fre de traginer
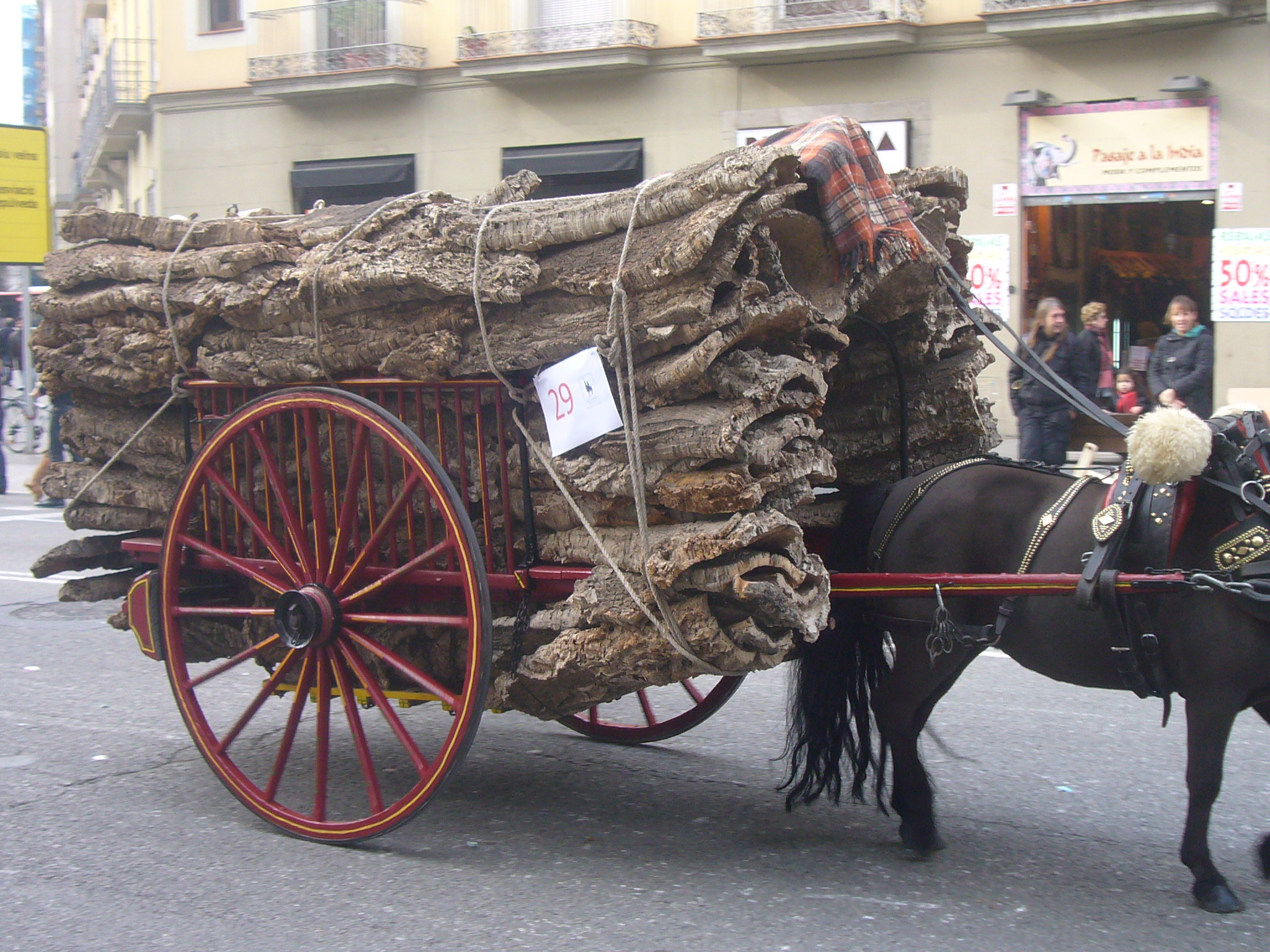
Transport de suro, 2010
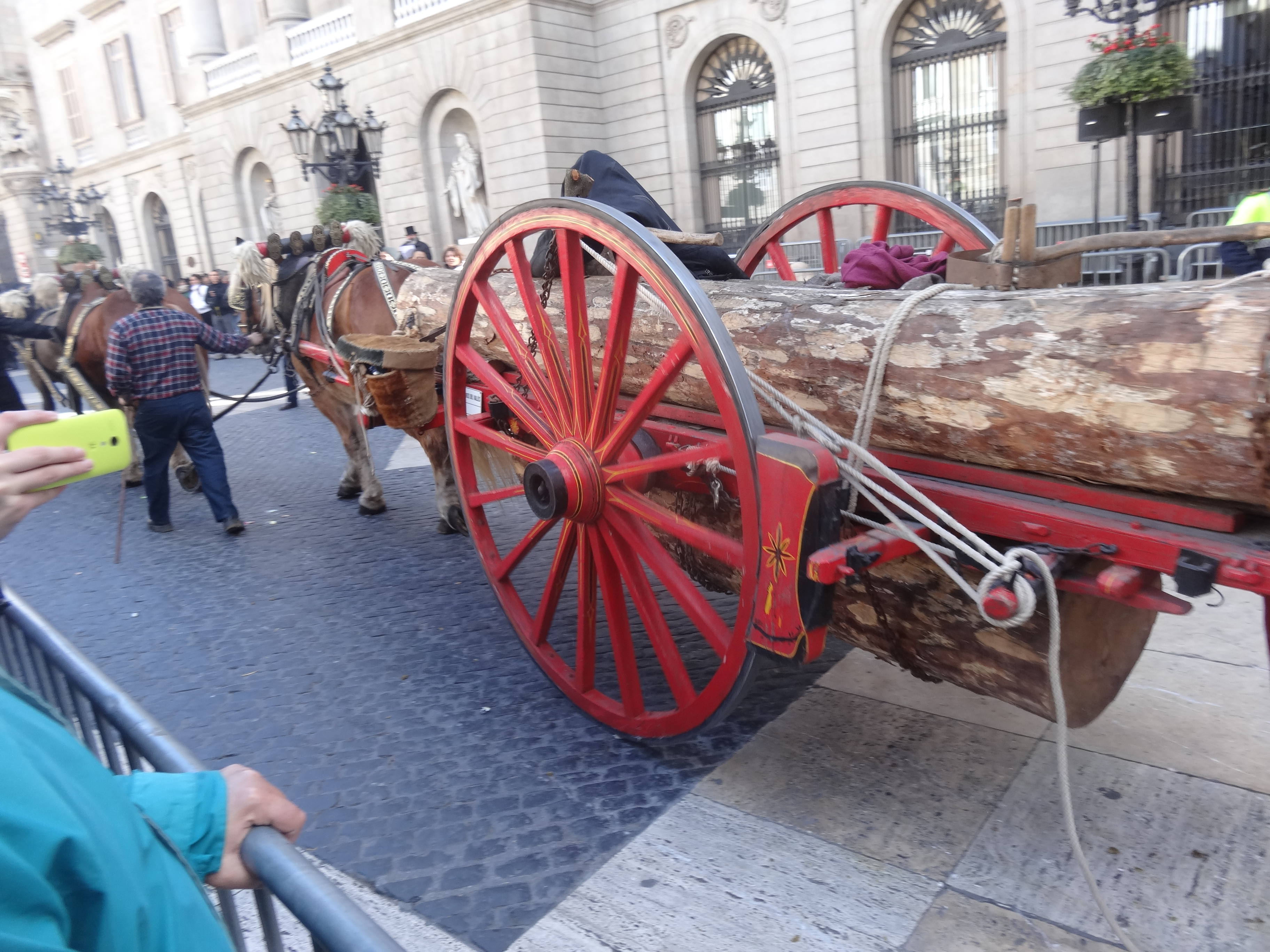
Tres Tombs, Sant Antoni, 2015
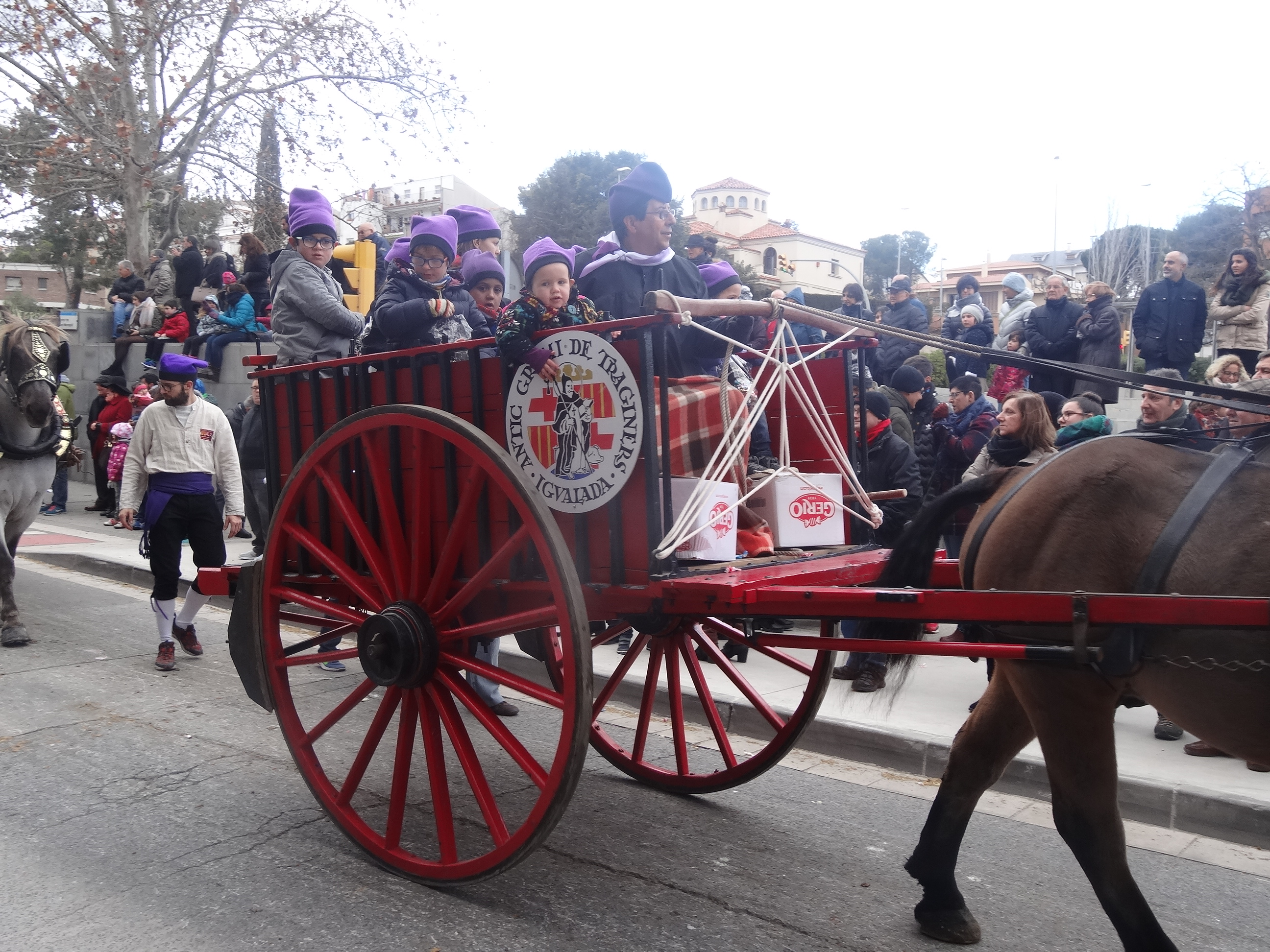
Tres Tombs, Igualada, 2017
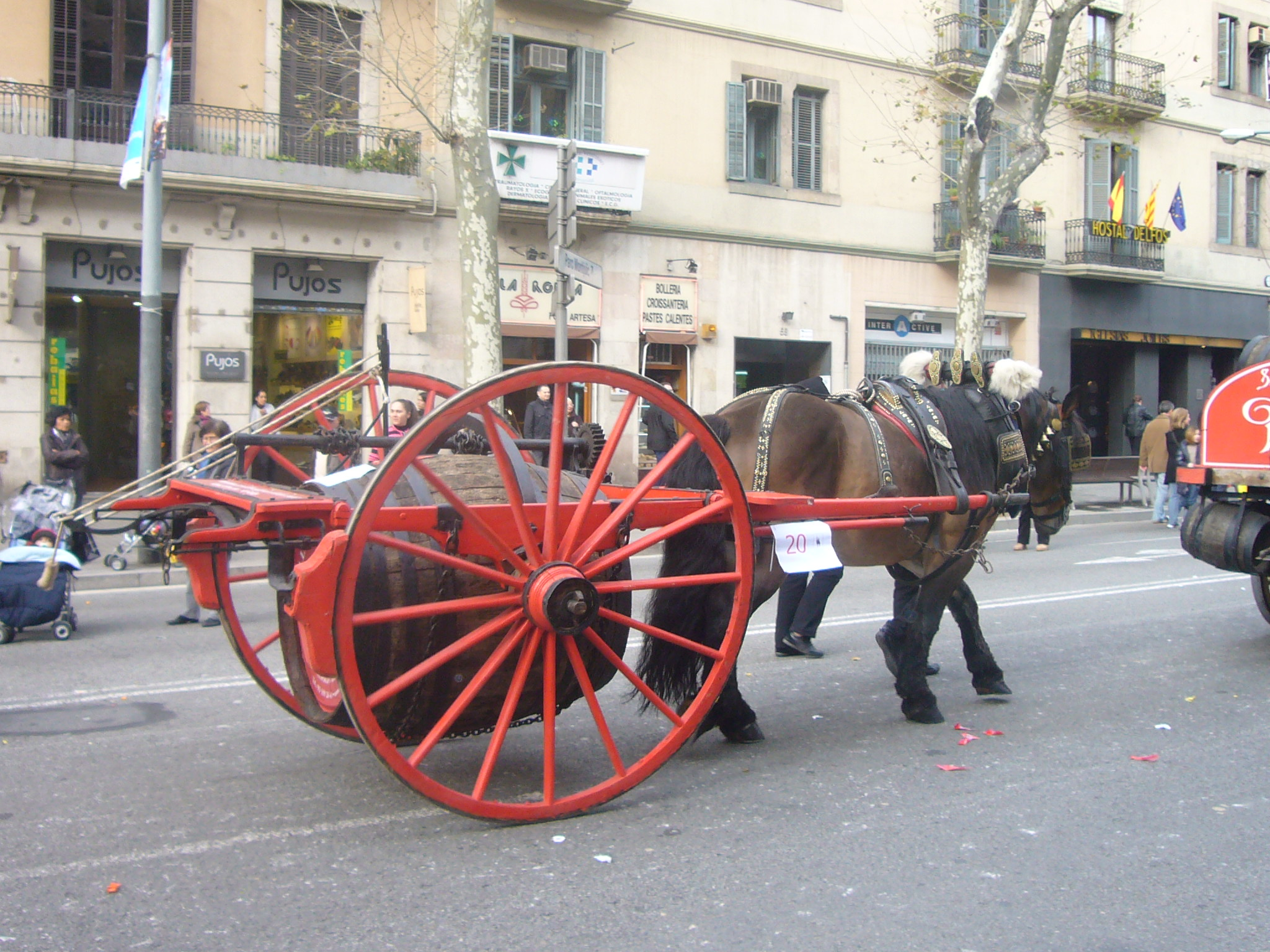
Tres Tombs, Sant Antoni, 2010
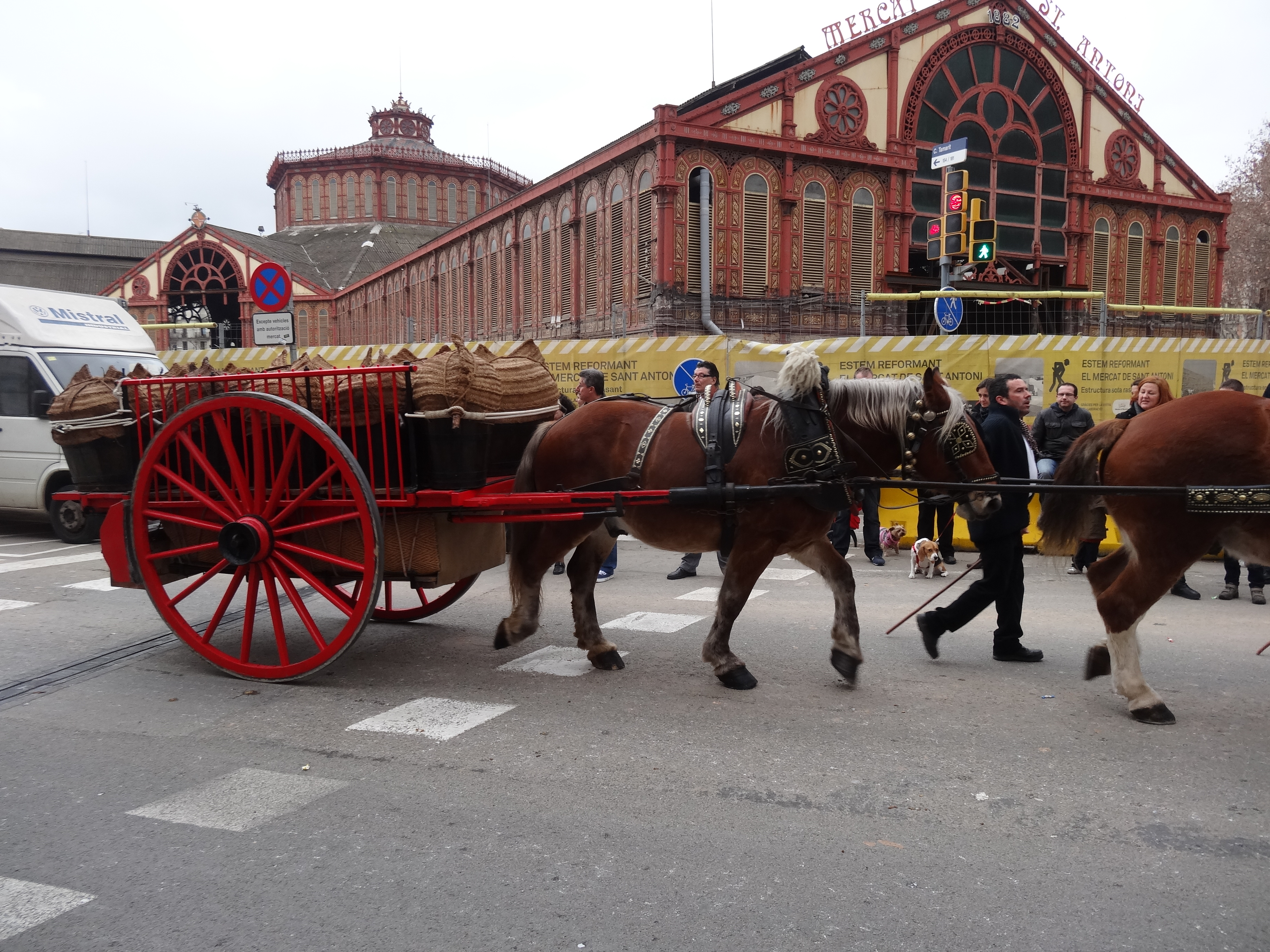
Tres Tombs, Sant Antoni, 2014
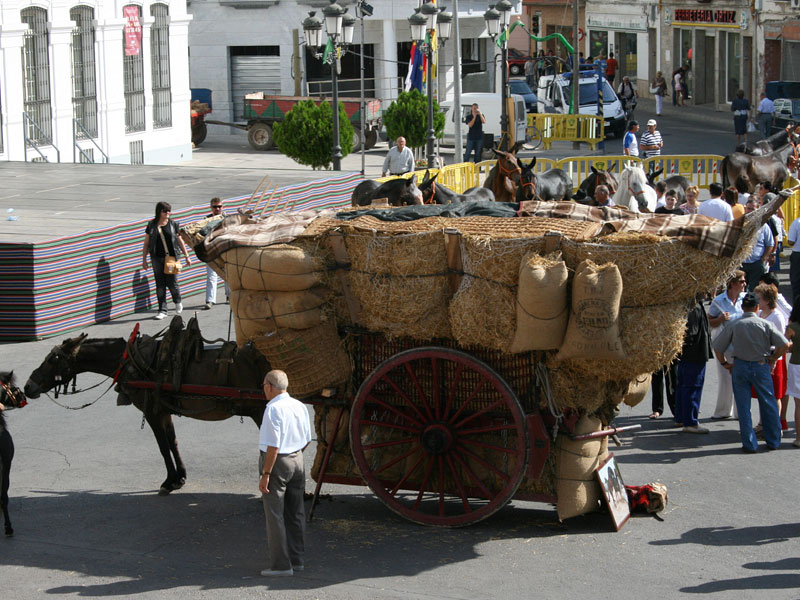
Carro de Tomelloso

## Carros moderns
Alguns carros moderns incorporen sistemes de frenada derivats dels automòbils.

### Amb rodes pneumàtiques
Cap als anys seixanta del segle passat es construïren carros de tracció animal per a usos agrícoles amb rodes semblants a les dels automòbils. Cada roda disposava d’un fre de tambor accionat per cable.

### Amb frens de disc
Tot i que el percentatge és baix, hi ha molts carros actuals (amb rodes tradicionals rígides o amb pneumàtics) amb frens de disc.

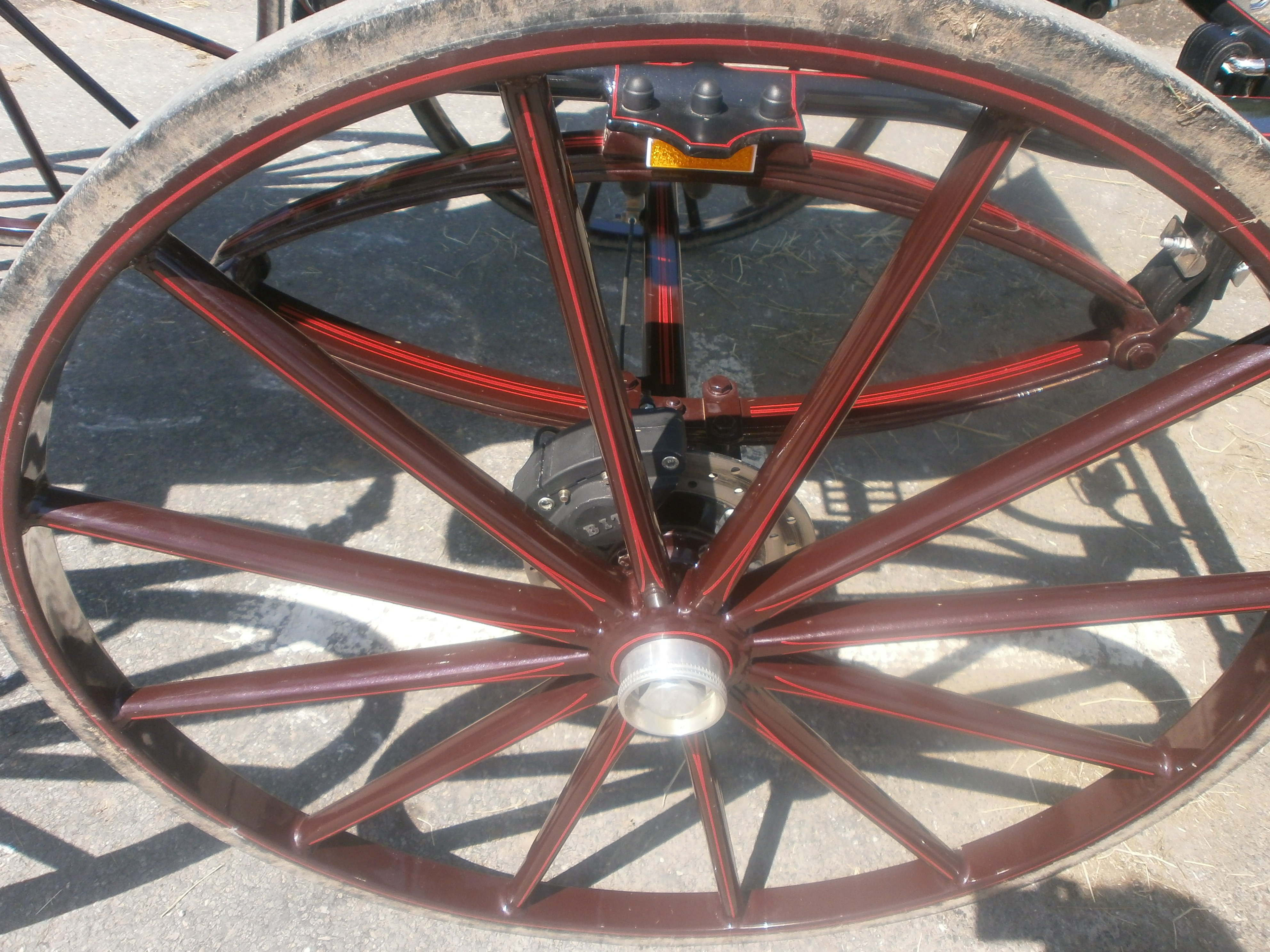
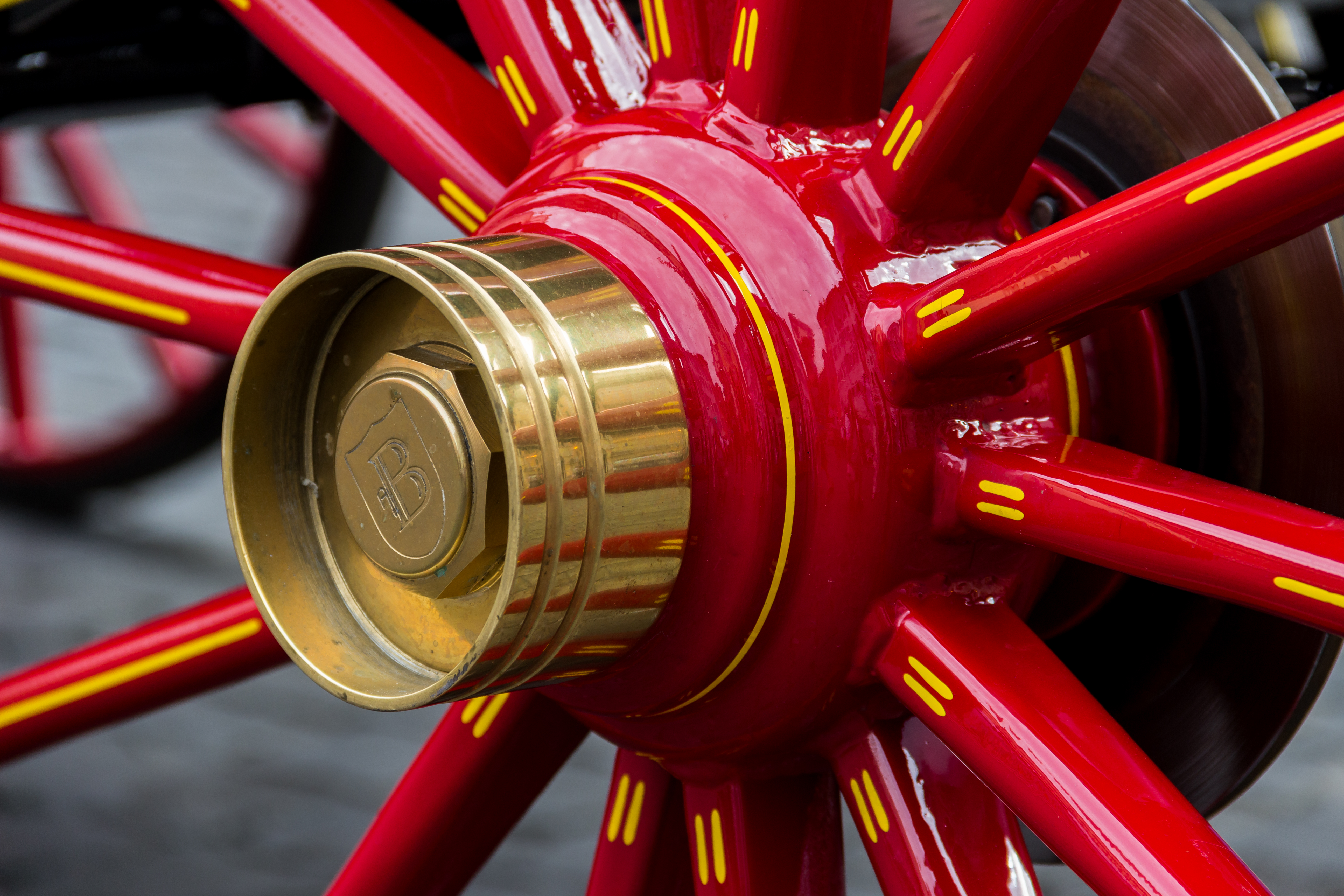

## Fre de bloqueig
Els frens de bloqueig són dispositius “tot o res”. En posició de frenada bloquegen el moviment del sistema o mecanisme que hom desitja mantenir aturat. En posició neutra permeten el lliure moviment. No estan projectats per a un funcionament progressiu i, generalment, no permeten la frenada parcial. Per exemple: hi ha algunes cadires de rodes que porten un fre com els de carro amb una palanca actuant directament sobre les rodes.
Hi ha diversos vehicles i ginys que disposen de frens de bloqueig, alguns dels quals els següents:
- Cadires de rodes
- Cotxes i cadiretes per a infants
- Portes
- Cadires amb rodes
- Decorats de teatre amb rodes

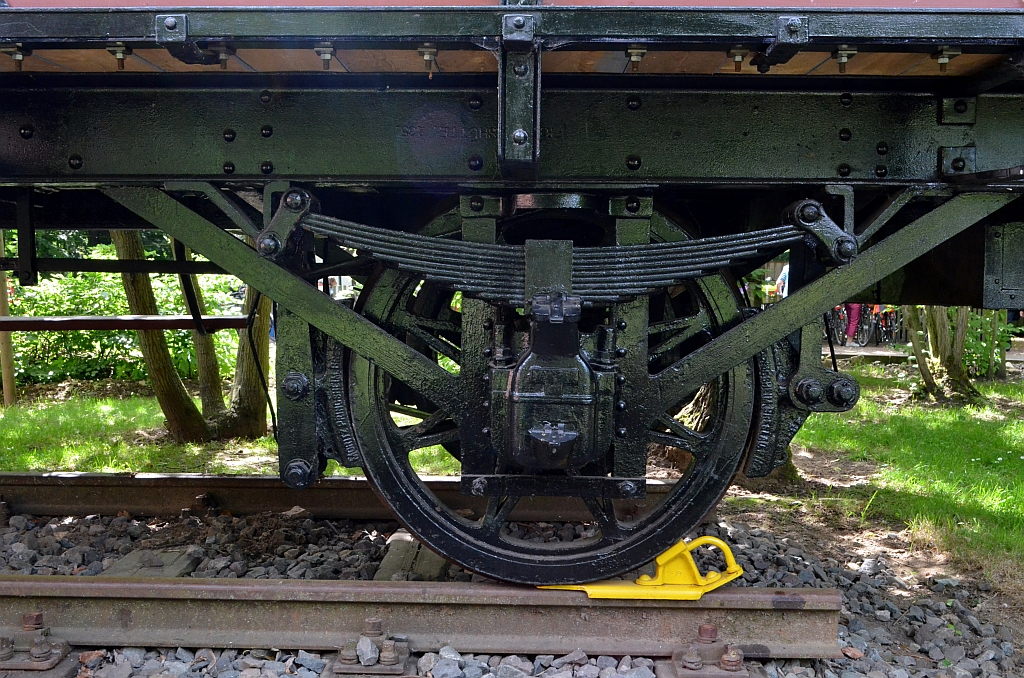
Fre de bloqueig tipus "falca"
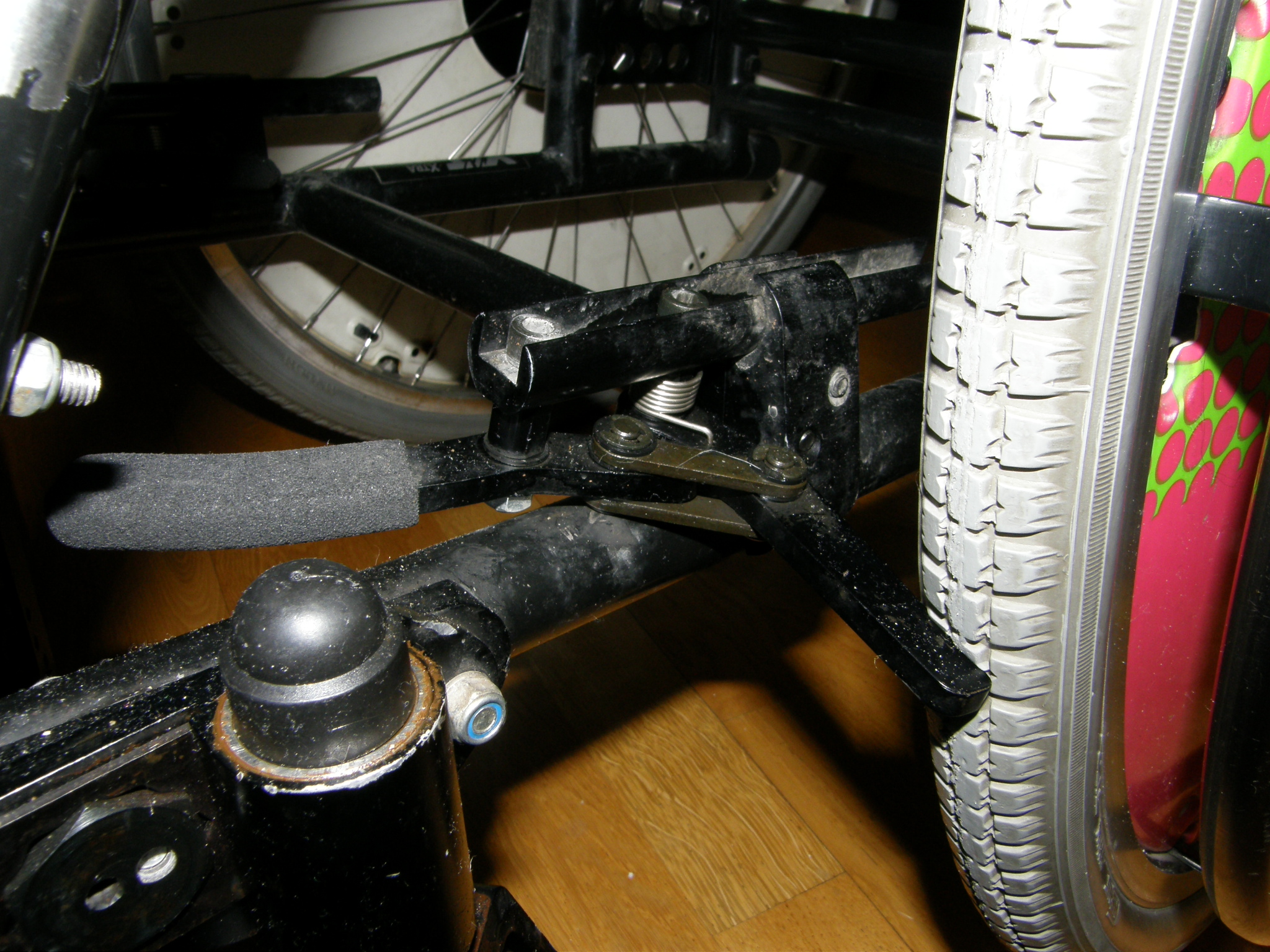
Fre de bloqueig d'una cadira de rodes.
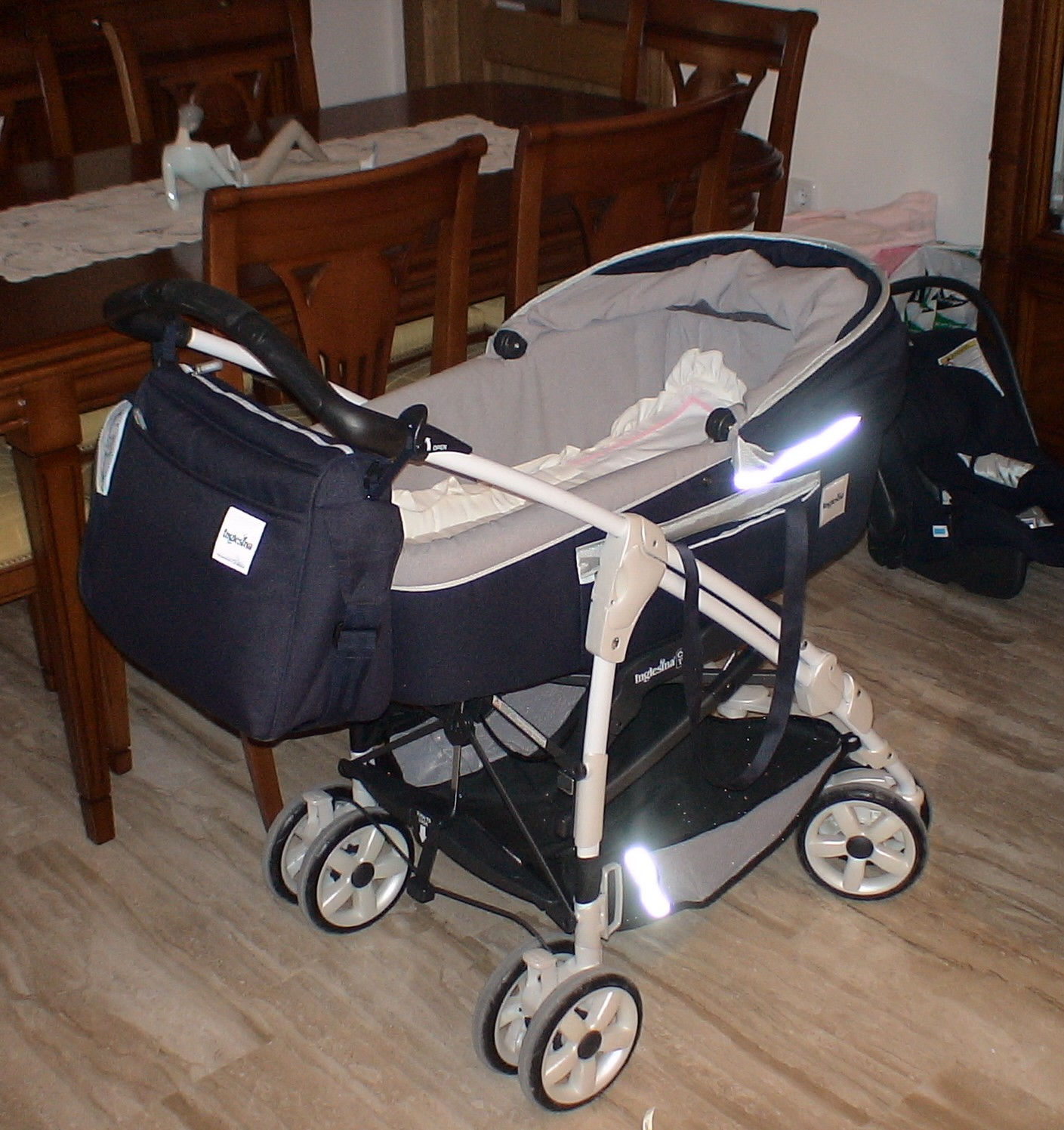
Cotxet amb sistemes de bloqueig a les rodes dobles posteriors.
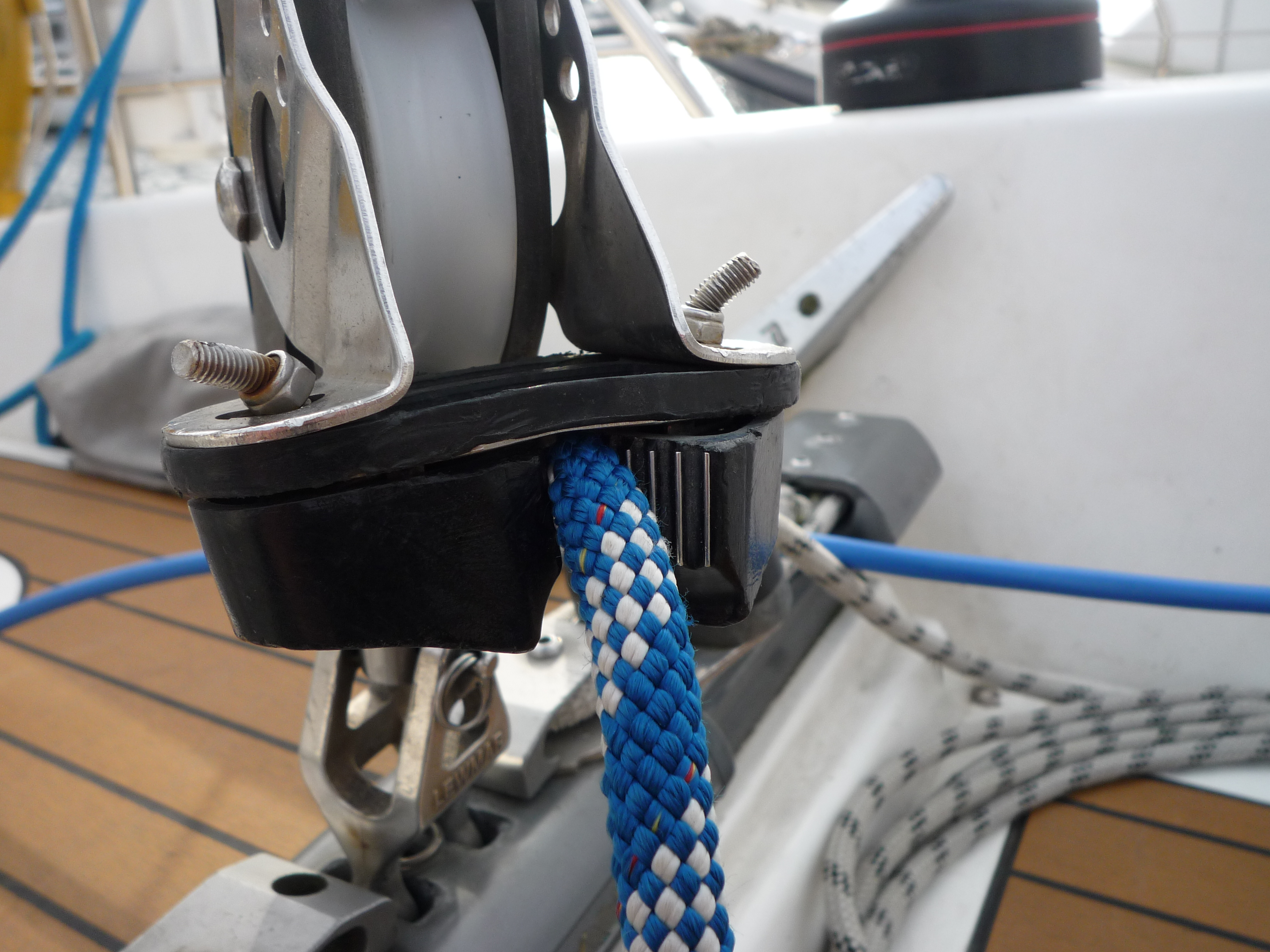
Mordassa nàutica (en la imatge, per a retenir una escota).
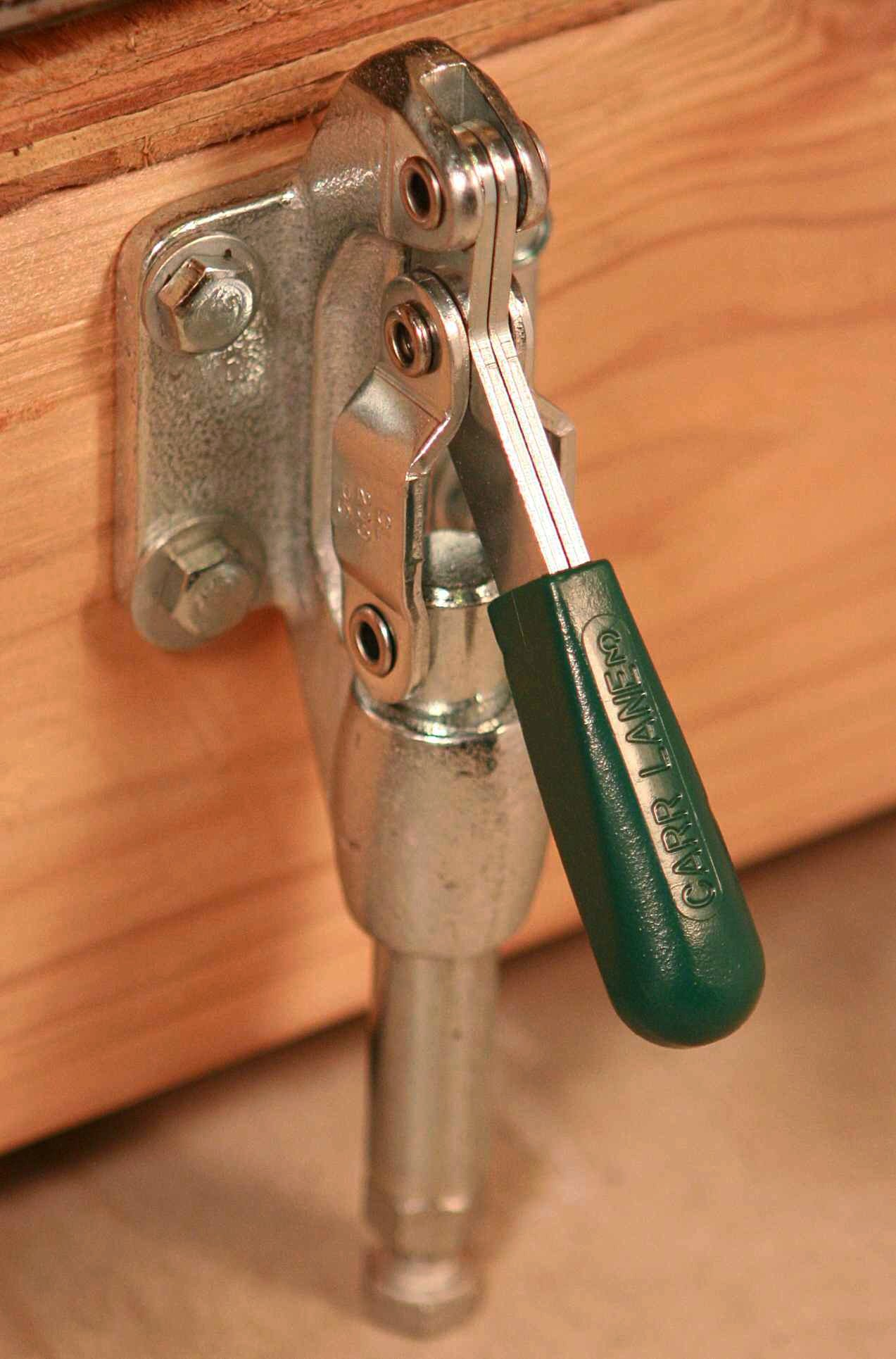
Bloqueig d'un panell mòbil d'un decorat de teatre.